# Frédéric Rouge
Pour les articles homonymes, voir Rouge (homonymie).
Frédéric Rouge est un peintre suisse né à Aigle le 27 avril 1867. Il vécut à Ollon depuis 1903, dans sa propriété "Les Cèdres", où il est décédé en 1950.
Après un stage chez le peintre Walter Vigier à Soleure, des études à Bâle, à Paris (Académie Julian) et à Florence, il est revenu s'établir dans le Chablais vaudois. À côté de nombreux portraits, il a peint sa région, ses paysages et ses gens. Il est toujours resté attaché à ce coin de terre en tentant d'en fixer tous les aspects avec une probité minutieuse et a été profondément marqué par son temps. Il disait que « la peinture n’est pas une copie exacte, mais une interprétation de la nature ».
Il a aussi créé de nombreuses affiches et étiquettes, notamment celles du Bitter des Diablerets ou encore le célèbre lézard du vin d'Aigle "Les Murailles" et le "Caviste" des vins de l'Association viticole d'Ollon. 